# Vụ nổ đường ống dẫn dầu Thanh Đảo 2013
Vụ nổ đường ống dẫn dầu Thanh Đảo xảy ra vào ngày 22 tháng 11 năm 2013, khi một đường ống dẫn dầu ở thành phố Thanh Đảo, tỉnh Sơn Đông, Trung Quốc bị rò rỉ sau đó bốc cháy và phát nổ. Vụ nổ khiến ít nhất 62 người thiệt mạng. Ít nhất chín người đã bị cảnh sát tạm giữ.